# Idaea sillemi
Idaea sillemi là một loài bướm đêm trong họ Geometridae.